# SM UB-86
SM UB-86 – niemiecki okręt podwodny typu UB III zbudowany w stoczni AG Weser (Werk 286) w Bremie w roku 1917. Okręt został zamówiony 23 września 1916 roku, budowę rozpoczęto 25 stycznia 1917 roku. Zwodowany 10 października 1917 roku, wszedł do służby w Kaiserliche Marine 10 listopada 1917 roku. W czasie swojej służby SM UB-86 odbył 5 patroli, w czasie których zatopił cztery statki, uszkodził jeden statek i jeden okręt.

## Dane taktyczno-techniczne
SM UB-86 był kolejnym z typu UB III, który był następcą typu UB II. Był średnim okrętem przeznaczonym do działań przybrzeżnych, o prostej konstrukcji, długości 55,3 metra, wyporności w zanurzeniu 651 ton, zasięgu 9040 Mm przy prędkości 6 węzłów na powierzchni oraz 55 Mm przy prędkości 4 węzłów w zanurzeniu. W typie III poprawiono i zmodernizowano wiele rozwiązań. Zwiększono moc silników Diesla do 1085 KM produkcji MAN SE, silników elektrycznych produkcji Siemens-Schuckert do 780 KM.

## Służba
10 listopada 1917 roku (w dniu przyjęcia okrętu do służby) dowódcą jednostki został mianowany kapitan marynarki (niem. Kapitänleutnant) Hans Trenk. 10 lutego 1918 roku jednostka została przydzielona do służby w V Flotylli. Pierwszą zatopioną przez UB-86 jednostką był pływający dla szwedzkiego armatora statek parowy Mercia, który został storpedowany 85 mil na wschód od Peterhead. Zbudowany w 1882 roku w Irvine & Co. statek płynął z ładunkiem desek z Halmstad do Hull. 21 lutego 1918 roku statek został storpedowany. W wyniku ataku śmierć poniosło 18 członków załogi. W czasie kolejnego patrolu okręt operował na zachód od Szkocji i na północ od Irlandii. 11 kwietnia 1918 roku 30 mil na północ od Malin Head UB-86 storpedował i uszkodził zbudowany w 1901 roku w Vickers, Sons & Maxim, Ltd. krążownik pancerny HMS „King Alfred”. Tydzień później u północnych wybrzeży Kornwalii UB-86 zaatakował i zatopił brytyjski statek parowy z 1899 roku Gregynog (1714 BRT). 
Od 5 maja 1918 roku okręt został przydzielony do III Flotylli. 17 sierpnia na północny zachód od St Ives w Konrwalii, UB-86 zatopił dwa statki. Pierwszym był pochodzący z 1899 roku brytyjski parowiec Denebola (1481 BRT). Statek płynął ze Swansea do Rouen z ładunkiem węgla. W wyniku ataku statek zatonął na pozycji 50°13′N 5°37′W/50,216667 -5,616667. Zginęło 2 członków załogi. Drugą jednostką był zbudowany w 1896 roku w Howaldtswerke w Kilonii pływający dla duńskiego armatora  H.A. Guldager z Kopenhagi, Helene (1567 BRT).  Płynący pod balastem z Rouen do Swansea statek został zatopiony na pozycji 50°17′N 5°36′W/50,283333 -5,600000. Zginął jeden członek załogi. Ostatnim statkiem skutecznie zaatakowanym przez UB-86 był zbudowany w 1914 roku w Blyth statek parowy Charity (1735 BRT). 19 sierpnia statek został uszkodzony 3,5 mili na południowy południowy zachód od Hartland Point.
Okręt został poddany 24 listopada 1918 roku. Został sztrandowany na plaży o okolicy Falmouth (razem z UB-97, UB-106, UB-112, UB-128 i UC-92). Następnie został rozebrany tamże.